# Pal Joey (musical)

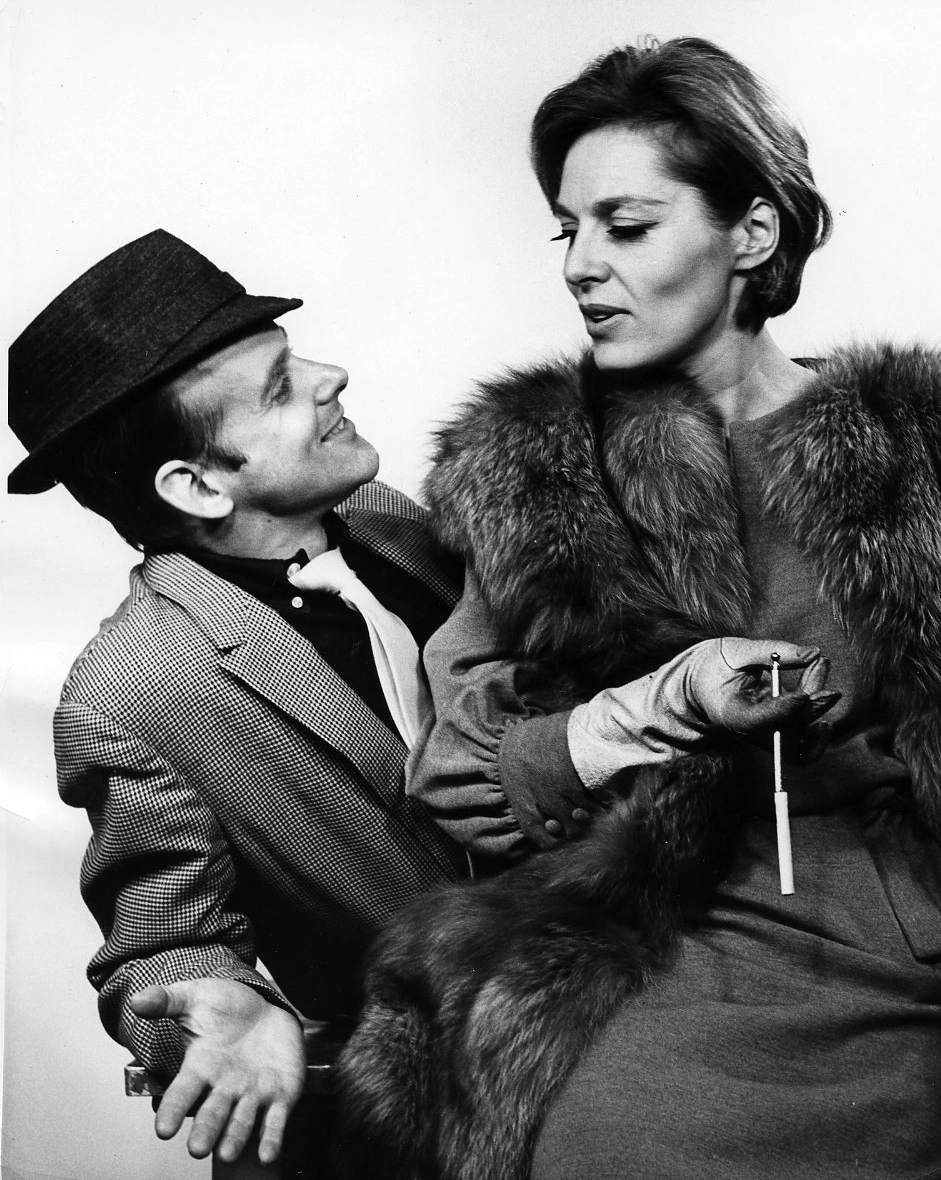
Bob Fosse (Pal Joey) e Viveca Lindfors (Vera) nel musical a Broadway (1963)

Pal Joey è un musical con colonna sonora di Richard Rodgers e Lorenz Hart su libretto di John O'Hara, basato sull'omonima raccolta di racconti dello stesso O'Hara. Il musical debuttò a Broadway del 1940 con un giovane Gene Kelly, fu più volte riproposto sulle scene del West End londinese e Broadway e nel 1957 fu riadattato nell'omonimo film con Frank Sinatra e Rita Hayworth. Alla colonna sonora del musical appartiene la celebre torch song Bewitched, Bothered and Bewildered.

## Trama
Primo atto
Nella Chicago degli anni 30, il cantante e ballerino Joey Evans ha pochi mezzi ma grandi sogni: vorrebbe diventare il proprietario di un suo nightclub. Prova a farsi assumere come presentatore e intrattenitore in un locale di second'ordine ("You Mustn't Kick It Around") e ottiene il posto. Comincia subito le prove con le ballerine del coro e la cantante Gladys Bumps, che prende subito in antipatia Joey. Il protagonista incontra la giovane ed innocente Linda English fuori da un negozio di animali e la impressiona con bugie iperboliche sulla propria carriera, facendola innamorare e poi lasciandola ("I Could Write a Book"). Una sera al nightclub, mentre i ballerini si esibiscono, arrivano Linda con un ragazzo durante un appuntamento e la ricca e sposata Vera Simpson, che rimane intrigata da Joey. Joey e Vera finiscono però per avere un battibecco e Joey viene licenziato. Il cantante però propone un accordo al suo capo: se la ricca signora Simpson non tornerà al club entro una settimana, lui lascerà il posto di lavoro senza stipedio. Linda, che ha assistito a tutto, se ne va umiliata e Vera non ritorna, facendo così perdere a Joey sia il lavoro che il salario. Quando Linda non risponde alle sue telefonate, Joey telefona a Vera ("What is a Man"), che intraprende una relazione con lui. La donna è veramente innamorata di Joey e lo sistema in un appartamento di lusso con abiti costosi ("Bewitched"). Mentre fanno shopping per lui, Vera e Joey incontrano Linda, un incidente che scatena la gelosia di Vera e la tristezza di Linda. Per tenersi stretto l'uomo, Vera dà a Joey un nightclub tutto per sé, il Chez Joey, e l'uomo può finalmente realizzare i suoi sogni di grandezza ("Pal Joey"/"Joey Looks to the Future").
Secondo atto
Le ballerine del vecchio nightclub, inclusa Gladys, vengono assunte dallo Chez Joey e cominciano le prove per il numero d'apertura ("The Flower Garden of My Heart"). Melda, una reporter ambiziosa, intervista Joey, l'ultimo di una lunga serie di celebrità intervistate da lei, che include la stella del burlesque Gypsy Rose Lee (Zip). Ludlow Lowell, una vecchia fiamma di Gladys, si presenta a Joey come un agente e fa firmare al nuovo proprietario del club delle carte che Joey, preso dalle prove, distrattamente non legge ("Plant You Now, Dig You Later"). La mattina successiva, Vera e Joey parlano di quanto sia bella la loro relazione ("In Our Little Den"). Intanto al locale, Linda sente che Gladys e Lowell complottano per usare le carte firmate da Joey per ricattare Vera. Linda allora telefona a Vera, che è inizialmente restìa perché non si fida della donna. Ingelosita, Vera chiede a Joey quale sia la sua relazione con Linda e l'uomo si difende da ogni sospetto ("Do It the Hard Way"). Linda va all'appartamento per convincere Vera, la quale, vedendo la giovane, si convince della sua sincerità. Entrambe però sono sfinite da Joey e realizzano che, per quanto affascinante, il cantante non valga tante preoccupazioni ("Take Him"). Vera telefona alla polizia, che arresta Gladys e Lowell, butta fuori di casa Joey e chiude il Chez Joey ("Bewitched, Bothered, and Bewildered - Reprise"). Joey, senza soldi e senza amici, incontra casualmente Linda fuori dal negozio di animali e la giovane lo invita a cena con la famiglia. Joey va a cena dagli English e poi si saluta con Linda da buoni amici, non senza un'ultima iperbole con cui afferma di essere entrato nel cast di uno show a New York.

## Numeri musicali
Atto I
- "You Mustn't Kick It Around" – Joey Evans, Gladys Bumps, Agnes, coriste e cameriere
- "I Could Write a Book" – Joey e Linda English
- "Chicago" – Coriste
- "That Terrific Rainbow" – Gladys, Victor and coriste
- "What is a Man?" – Vera Simpson
- "Happy Hunting Horn" – Joey, Terry, coriste e coristi
- "Bewitched, Bothered and Bewildered" – Vera Simpson
- "Pal Joey (What Do I Care For A Dame?)" – Joey

Atto II
- "The Flower Garden of My Heart" – Gladys, Tenore, Coriste
- "Zip" – Melba Snyder
- "Plant You Now, Dig You Later" – Ludlow Lowell, Gladys e cast
- "In Our Little Den (of Iniquity)" – Vera e Joey
- "Do It The Hard Way" – Ludlow, Gladys, ballerine e coristi
- "I Still Believe In You" – Linda
- "Take Him" – Vera, Linda e Joey
- "Bewitched, Bothered, Bewildered" (Reprise) – Vera
- "I Still Believe In You" (Reprise) – Linda
- "I'm Talkin' to My Pal" – Joey
- "I Could Write A Book" (Reprise) – Joey

## Personaggi e interpreti principali
| Personaggio   | Descrizione                                                                              | Broadway, 1940 | Altri interpreti |
| ------------- | ---------------------------------------------------------------------------------------- | -------------- | --- |
| Joey Evans    | Affascinante donnaiolo, cantante e ballerino, sogna di aprire un suo nightclub a Chicago | Gene Kelly     | Kevin Anderson, Christopher Chadman, Bob Fosse, Peter Gallagher, Joel Grey, Robert Knepper, Harold Lang, Denis Lawson, Anthony Teague, Edward Villella |
| Vera Simpson  | Donna sposata e annoiata dell'alta società                                               | Vivienne Segal | Christine Andreas, Dixie Carter, Stockard Channing, Joan Copeland, Denise Darcel, Carlin Glynn, Tammy Grimes, Lena Horne, Anne Jeffreys, Viveca Lindfors, Patti LuPone, Donna Murphy, Siân Phillips, Eleanor Parker, Josephine Premice, Jane Russell, Alexis Smith |
| Linda English | Un'ingenua stenografa                                                                    | Leila Ernst    | Christine Ebersole, Rita Gardner, Anita Gillette, Randy Graff, Betsy Joslyn, Marti Rolph |
| Gladys Bumps  | Cantante e corista, subito in antipatia con Joey                                         | June Havoc     | Laurie Beechman, Kelly Bishop, Sheila Bond, Shannon Cochran, Helen Gallagher, Linda Hart, Vicki Lewis, Martha Plimpton, Janie Sell, Nancy Walker |
| Melba Snyder  | Ambiziosa reporter                                                                       | Jean Casto     | D'Jamin Bartlett, Peggy Cass, Dixie Carter, Eileen Heckart, Kay Medford, Bebe Neuwirth, Ann Reinking Elaine Stritch |
| Ludlow Lowell | Ex di Gladys, un truffatore                                                              | Jack Durant    | Clifton Davis, Ned Eisenberg, George S. Irving, Lou Jacobi, Ron Perlman, Lionel Stander, Alan Tilvern |